# 外貨準備

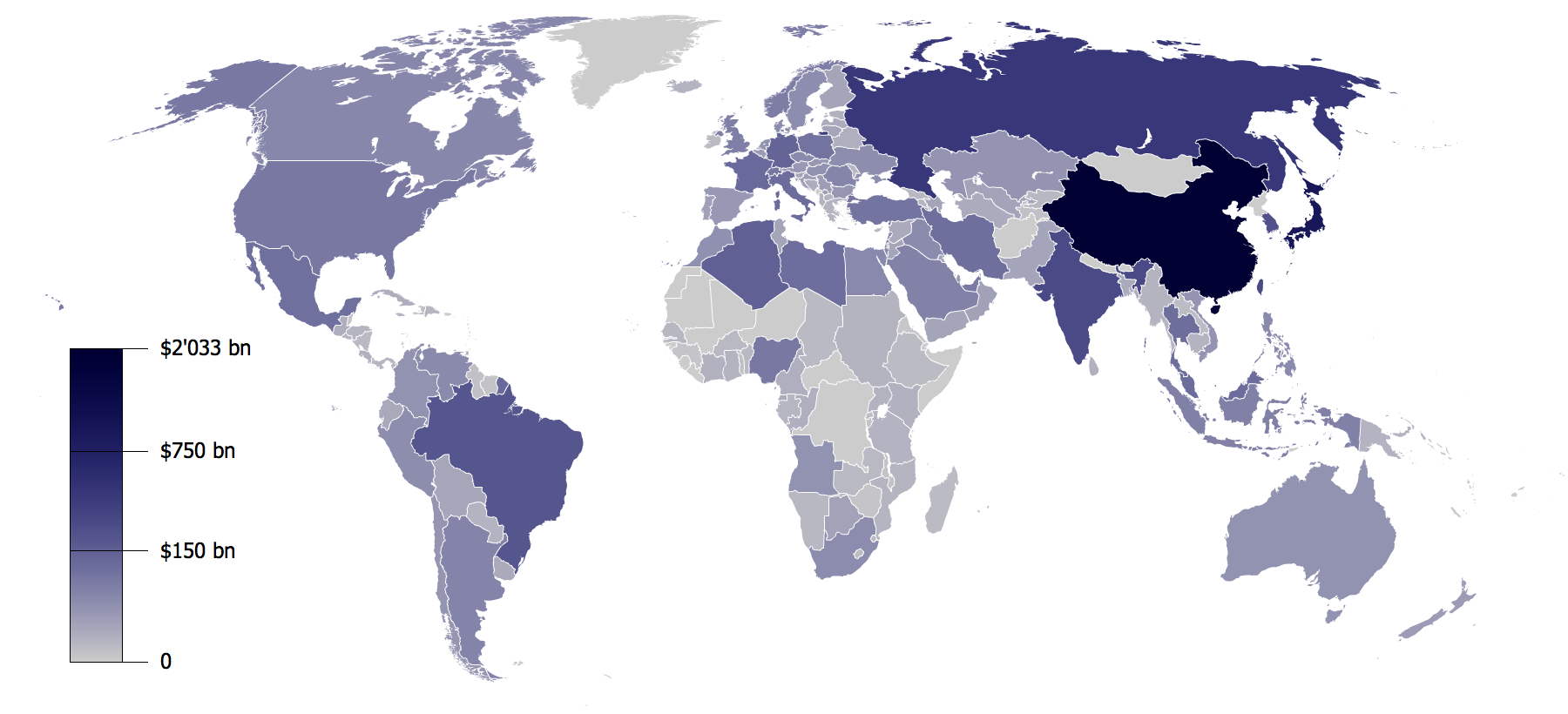
2009年3月現在の各国の外貨準備高 (単位：100万米ドル、CIA Factbookより)

外貨準備（がいかじゅんび、英: foreign exchange reserve）とは、中央銀行あるいは中央政府等の金融当局が外貨を保有すること。保有量は外貨準備高（がいかじゅんびだか）。
日本では財務省（外国為替資金特別会計）と日本銀行が保有している。ただし、2020年度末現在、財務省が137兆円に対して、日本銀行は8兆円であり、大半は財務省が保有している。

## 概要
金融当局は、対外債務（外国に対する借金）の返済、輸入代金の決済のほか、自国通貨の為替レートの急変動を防ぎ貿易等の国際取引を円滑にするために、外貨準備を行なう。外貨準備は「国民経済の貯金」などとも呼ばれる。ただし、あくまで主目的は為替変動への準備であり、外貨準備高が対外資産負債残高の大きさを表しているわけではないことには注意を要する。
外貨準備高の適正水準については統一的な見解はないが、実務的には、「外貨準備保有高／輸入額」は輸入の3ヶ月分以上、「外貨準備保有高／短期債務残高」は1年分相当がベンチマークとして使用されている。
外貨準備はドル建てかユーロ建てが多い。ドル建ての場合は大部分を米国債、それも短期国債の形で保有する（ただし、日本では、財務省の保有分の2020年度末の場合は、短期の割合は14.3%であり、大半は中期以上）。ユーロ建ての場合はユーロカレンシーで運用される。外貨準備保有高は国際政治に大きく左右される。ブレトン・ウッズ協定のときは為替要求が全部通るはずが欧州通貨とくにポンドの交換性回復に相当の時間を要した（イングランド銀行#現代を参照）。日本の保有高はニクソン・ショックのときに倍加した。1971年の第2四半期に約76億ドルだったのが、第3四半期におよそ134億ドルとなった。1990年代からは一層顕著に増加した（#外貨準備の膨張と過剰流動性の歴史）。21世紀にアジア全体としての保有高上昇が注目されるようになった。

### 変動相場制
完全な変動相場制の場合、基本的には中央銀行が為替市場へ介入しないため、国際収支は0となり外貨準備は変動しない。しかし、急激な為替変動などに際して為替介入する場合には外貨準備が変動する。例えば、急速に円高が進展する場合に、それを緩和しようとして円売りドル買い介入（円安介入）を行なうと、結果的にドルの保有額が増え外貨準備が増大することになる。

### 固定相場制
完全な固定相場制を採用している国は、為替要求に無限に応じなければならない。例えばもしも日本が為替相場を1ドル=100円 (通貨)に固定しており、アメリカの輸出業者が対日輸出対価の10000円をドルに替えようとしており、日本の輸出業者が対米輸出対価の110ドルを円に替えようとしているとする。この固定相場市場では差し引いて10ドルが余り、1000円が足りない。中央銀行（この場合、純輸出マイナス側の連邦準備制度）は、このときに10ドルを受け取り1000円を支払うことで固定相場を維持する。取引が終了した後には中央銀行の外貨準備高が10ドル増えることになる。連邦準備制度がドルの交換性を担保しているのである。なお、このときに増大した円貨（国内通貨量）を中央銀行が公開市場操作などで吸収すると不胎化介入になる。
また、日本が固定相場制を取っていると仮定する。この例では、日本の輸出が11000円、輸入が10000円となり日本の貿易収支（経常収支）は1000円の黒字となる。他の取引がない（資本収支が0）場合、国際収支も1000円（10ドル）の黒字となる。つまり日本の国際収支の黒字は日本の外貨準備高増加を意味する。逆に、貿易赤字などで国際収支が赤字の場合、外貨準備高は減少する。さらに外貨準備が減少し不足する場合は、対外債務によって足りない外貨を補うか、固定相場レートを切り下げる（自国通貨安）、固定相場制を放棄し変動相場制へ移行するなどの対応がとられる。

## 歴史

### 金本位制による決済
近代において国民経済や国際経済体制が形成され貿易が発達するとラテン通貨同盟などの国際的な通貨体制ができた。
しかし海底ケーブル通信網の充実によってロンドン金融市場が世界一の国際金融市場となった。イングランド銀行は金本位制を採用していたが、準備金としての本位貨幣は国際通貨としても通用した。各国の国際収支の帳尻はロンドンにおける各国の金準備の増減によって決済された。国際経済における金本位制とは正貨を基準とした固定相場制なのである。
金準備は各国が自国通貨を発行する際の価値の裏づけとなるものであり通貨発行量と深く関連していた。国際収支の赤字が続いて金準備が減少した場合、通貨発行量も減少する。デフレーションになり、物価面で国際競争力を回復する。世界各国が金本位制をとれば、このようにして各国の景況は自動調整されるものと期待された。

### 金本位制の崩壊と外貨準備
金本位制が崩壊し第二次世界大戦後にブレトン・ウッズ協定が構築されると、各国の通貨は金の裏づけを持ったドルを本位として発行されるようになり、各国の国際収支はドル準備の増減によって決済されるようになった。ニューヨーク金融市場で集中決済したわけではなく、ヨーロッパ支払同盟も国際決済銀行を代理店として決済業務を担った。
日本では、第二次世界大戦終了後の輸入外貨割当制により、外貨の管理はすべて政府の統括におかれ、海外との自由貿易は事実上禁止された（傾斜生産方式）。1949年に外国為替及び外国貿易法が制定され貿易が再開されたが、外貨はすべて政府管理であり、慢性的な輸入超過であった日本は、景気が少し良くなれば輸入が増え外貨が枯渇し、外貨流出を阻止するために経済引き締めによって景気が悪化するという国際収支の天井が問題となった。また外貨持ち出しには、原則として大蔵省配下の外貨審議会による許可が必要とされたことから、現実には個人を中心にいわゆる闇ドルが横行し、中には外為法違反により逮捕・有罪となる者も出るほどだった。
1950年に発生した朝鮮戦争に関わる特需により外貨準備は増え、国際収支の天井は大きく引き上げられた。1954年には外国為替銀行法にもとづく戦後初の外為銀行（東京銀行）が開業し、政府手持外貨の大蔵大臣勘定（MOF勘定）は東京銀行に開設された。外貨の割当性は1960年代前半に逐次解除されてゆき、外貨使用届出や輸入届出などの貿易統制は1980年頃までにほぼ自由化された（貿易自由化と資本自由化）。

### 外貨準備の膨張と過剰流動性の歴史

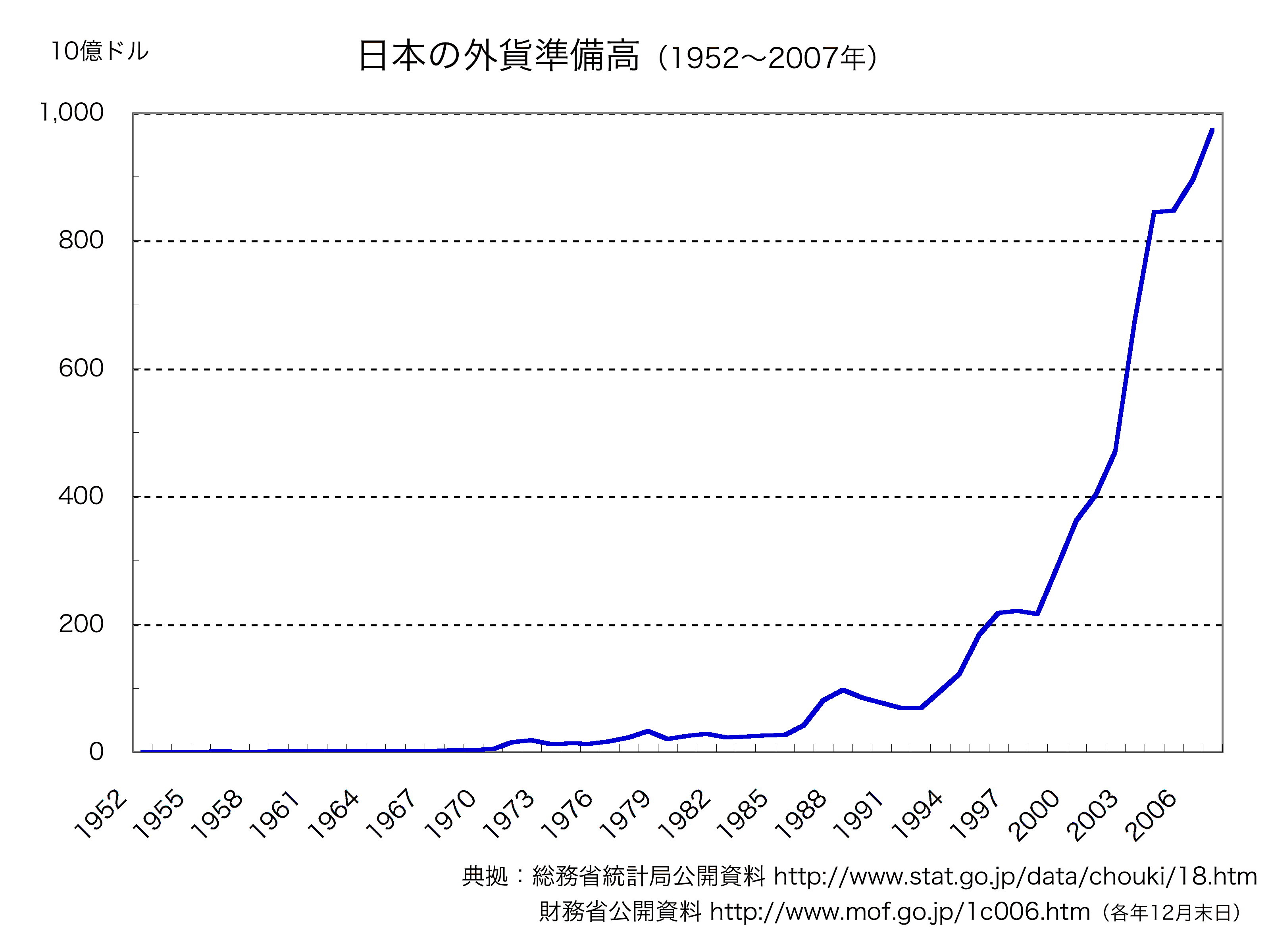
日本の外貨準備高の変遷（1952〜2007年）外貨準備高は資料によって値が大分異なる。この差は国際経済に関する報道を覆さない程度に収まっているが、情報公開の必要性が主張されている。

1960年代末ごろから日本や西ドイツの経済的躍進が続き、アメリカの国際収支は次第に赤字が続くようになった。これは翻って日本や西ドイツにおける外貨準備の増大と通貨発行量の増大を意味した。アメリカはドルの価値を保持することよりも経済政策の自由度を高めることを求め、ニクソン・ショックにより主要国は変動相場制へ移行した。以後、管理変動相場制を掲げてしばしば行なわれた為替介入により各国の外貨準備高は変動した。そして先進国の多くは自国の経済的パフォーマンス、より率直には自国の中央銀行が保有する有価証券の安全性を裏づけとして通貨を発行するようになった。変動相場制をとる国は介入こみの実勢レートで自国通貨の交換性を保持するようになった。
1990年代、ミューチュアル・ファンドの台頭もあってユーロカレンシーが隆盛を極めた。日本も便乗して外貨準備保有高を増加させた。固定相場制かつ国際収支が赤字で通貨が過大に評価されていると思われる国々は、次々に為替攻撃を受けて外貨準備を喪失した（ポンド危機とアジア通貨危機）。そうした国々は固定相場制を放棄せざるを得なくなった。
21世紀に入ってからは、固定相場制かつ国際収支が黒字の中国や産油国が、記録的な外貨準備高を保持するようになった。これらの国々はアメリカとの貿易が経済上重要であるため、安定性を確保する目的から事実上の固定相場制を採用している。結果としてアメリカの巨額の経常赤字を資本輸出によってファイナンスしている。

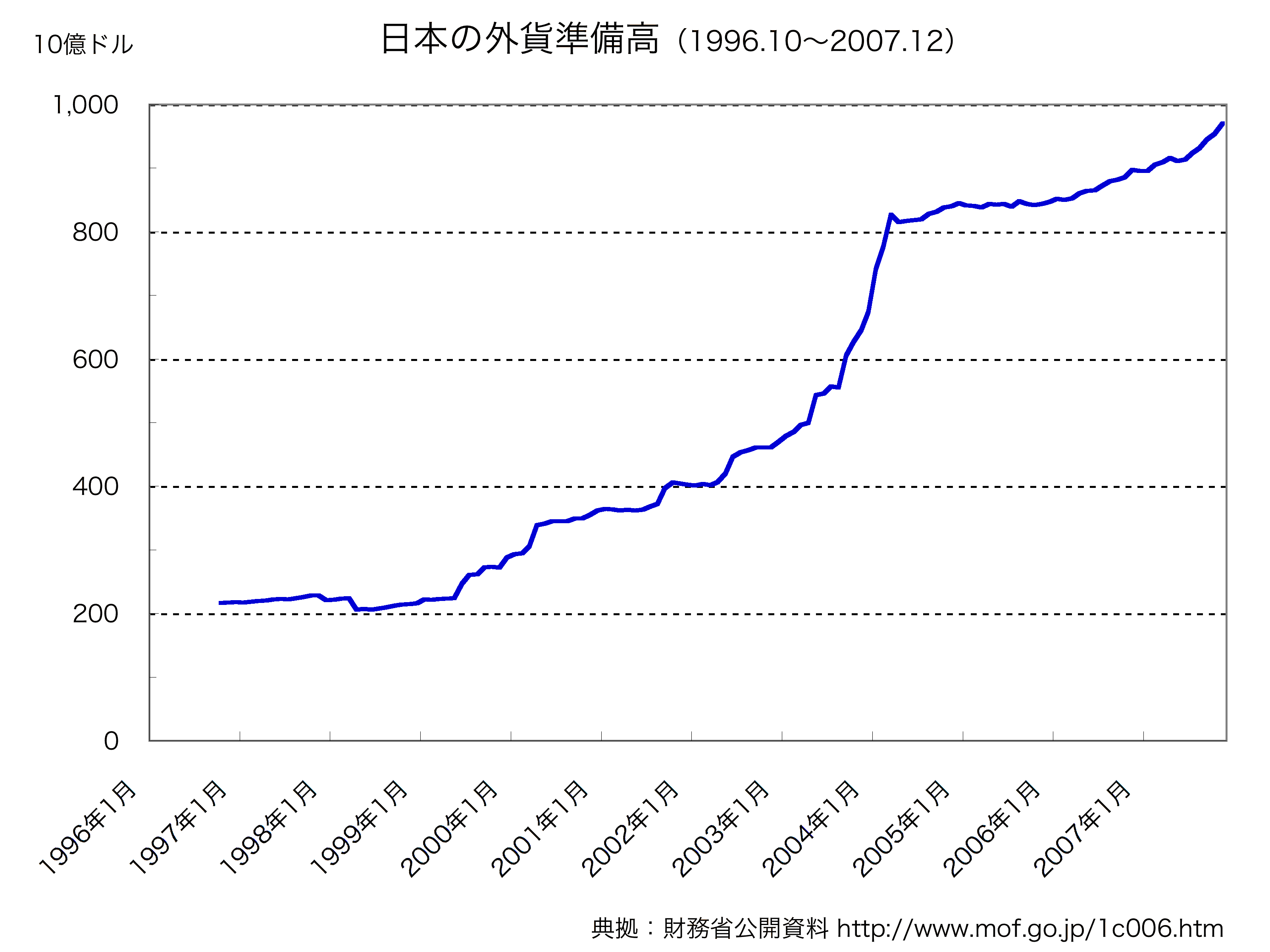
日本の外貨準備高の変遷（1996年10月〜2007年12月）

同様の結果は近年の変動相場制の日本でも出ている。2003年から2004年にかけて、溝口善兵衛財務官主導の史上空前のドル買い為替介入（テイラー・溝口介入）が行われ、ドル建て外貨準備が激増した（右グラフ）。政府は為券（外国為替資金証券）を発行し、国債の累積残高を増加させていった（日本国債#国債残高の推移を参照）。
日本政府は外貨準備の運用方法を開示していないが、大部分が米国債で運用されていると指摘されている。行政機関の保有する情報の公開に関する法律の制定をうけて、2000年度以降に大まかな内訳が開示されるようになった。またその運用は対象通貨国債（米国債など）、預貯金、金などに限定される方針が財務省から出されている。　　
なお、平衡操作がおこなわれていない2004年度から2009年度にかけて日本の外貨準備高は増加傾向で推移しているが、これは外貨建て運用収入が外為特会の歳入に直接組み入れられず、外貨のまま運用された影響を受けている。『特別会計に関する法律』では運用収入を外為特会の歳入とする事が定められているが、実際には外貨建て運用収入の円換算相当額を為券で調達し、歳入に組み入れていた。財務省が公表している「外貨準備等の状況」については、外貨準備のうち「証券」と「金」が時価評価されている影響も含む。ちなみに、日本の外貨準備の運用収入（外貨証券や外貨預金等に係る利息収入等）は、平成19年度（2007年度）には過去最高の4兆3086億円にのぼったが、翌年度には3兆6303億円まで減少している。。
日本の外貨準備高は2006年度末現在で119兆8267億93百万円であり、変動相場制を維持する上で必要とされる実務的な準備水準としては、過剰な水準である。米国債として保有している分については、連邦準備制度の低金利政策で価格が下落する危険をはらんでいる。また、一般に金利の高い新興国が金利の低い先進国通貨で外貨を準備すると、その金利差は機会費用となる。逆サヤ国では外貨準備の積極運用への動因がつよく、たとえば韓国ではABS（不動産担保証券）に外貨準備の10％を越える投資を行っている。これはこれで、証券価格の下落する危険を冒している。
2008年11月のG20金融サミットで麻生太郎首相は、日本の保有外貨準備高からIMFに10兆円を支出し世界経済を支えると宣言した。 中国では、米ドルの長期低落傾向に対し、外貨準備の運用先を多様化するなどでリスク分散を図るとともに、米国住宅バブル問題（サブプライムローン#米国における抵当危機を参照）などで疲弊した米国金融資本に資本参加するなど戦略的な運用がされているが、世界金融危機でこの出資は損失を出した。このことは外貨準備高運用の難しさを示している。
2022年9 -10月、並びに2024年4 - 5月にかけて財務省が実施したドル売り・円買いの為替介入においては、外為特会に属する米国債を売却することで原資となるドルを調達し円買いに用いたと見られており、従来忌避されてきた外貨準備の売却が現実的な選択肢として選ばれるようになったことが指摘されている。